# Київське футбольне дербі («Динамо» — «Арсенал»)
Київське, або столичне дербі — футбольні матчі за участю двох київських команд — «Динамо» та «Арсенал».

## Історія

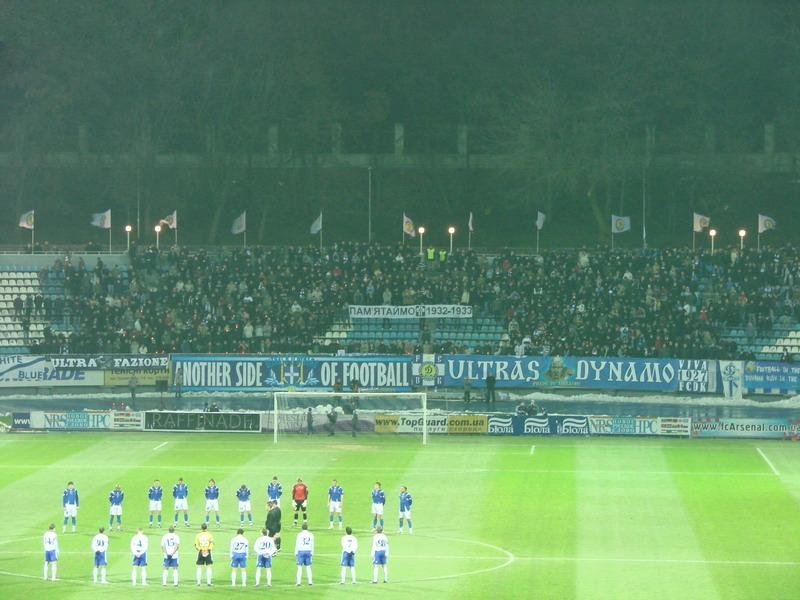
Побудова команд перед дербі. 24 листопада 2007 року

Перший матч відбувся 21 квітня 2002 року на НСК «Олімпійському» в рамках чемпіонату України. Зустріч відвідало 18 тисяч глядачів, що протягом довгого часу було рекордом відвідуваності для дербі та домашніх матчів «Арсеналу». Поєдинок завершився з мінімальною перевагою динамівців — 1:0 (гол — Юрій Дмитрулін).
10 червня 2004 року була зафіксована найбільша перемога «Динамо» в дербі з рахунком 6-1, в цьому ж матчі стався перший хет-трик дербі, який зробив Валентин Белькевич. Після цього у двох наступних матчах дербі були зафіксовані нічиї.
17 листопада 2006 року в дербі, яке завершилося з рахунком 5-2, Валентин Белькевич забив свій шостий гол в рамках дербі, ставши найкращим бомбардиром у зустрічах між «Динамо» і «Арсеналом».
15 серпня 2009 року клуби вперше зустрілись поза межами чемпіонату в рамках 1/16 фіналу Кубку України. Крім того, це був перший матч поза межами Києва, на стадіоні «Колос» в Борисполі, який став третім стадіоном (після НСК «Олімпійського» та стадіону «Динамо»), на якому проводилось дербі. «Динамо» завдяки голам Євгена Хачеріді та Артема Мілевського перемогло з рахунком 2-1.
4 березня 2012 року команди вперше зіграли на реконструйованому НСК «Олімпійському», цей матч зібрав 51 284 глядачів, що стало новим рекордом відвідуваності у зустрічі «Динамо» і «Арсенала».
20 жовтня 2013 року «Арсенал» зіграв свій матч першого кола чемпіонату проти «Динамо», поступившись 0:2, а вже за кілька днів клуб оголосив про зняття з чемпіонату через фінансові проблеми.
У сезоні 2018/19 «Арсенал» знову виступав у вищому дивізіоні і двічі програв «Динамо», після чого знову вилетів до нижчих ліг.

## Усі матчі
| №  | Дата              | Турнір            | Господарі | Гості     | Рахунок | Голи                                                                                               | Стадіон            | Глядачів |
| 1  | 21 квітня 2002    | Чемпіонат України | «Арсенал» | «Динамо»  | 0-1     | Юрій Дмитрулін                                                                                     | НСК «Олімпійський» | 18 000   |
| 2  | 12 липня 2002     | Чемпіонат України | «Динамо»  | «Арсенал» | 3-1     | Сергій Федоров, Андрій Гусін, Флорін Чернат — Сергій Коновалов                                     | Стадіон «Динамо»   | 10 000   |
| 3  | 15 червня 2003    | Чемпіонат України | «Арсенал» | «Динамо»  | 0-1     | Максим Шацьких                                                                                     | НСК «Олімпійський» | 15 000   |
| 4  | 22 червня 2003    | Чемпіонат України | «Динамо»  | «Арсенал» | 3-0     | Єрко Леко, Максим Шацьких, Олег Гусєв                                                              | Стадіон «Динамо»   | 12 000   |
| 5  | 10 червня 2004    | Чемпіонат України | «Арсенал» | «Динамо»  | 1-6     | Костянтин Бабич — Тіберіу Гіоане, Валентин Белькевич (3), Максим Шацьких, Андрій Гусін             | НСК «Олімпійський» | 6 000    |
| 6  | 7 листопада 2004  | Чемпіонат України | «Динамо»  | «Арсенал» | 1-1     | Валентин Белькевич — Еммануель Окодува                                                             | Стадіон «Динамо»   | 8 000    |
| 7  | 20 березня 2005   | Чемпіонат України | «Арсенал» | «Динамо»  | 0-0     | | НСК «Олімпійський» | 3 000    |
| 8  | 17 липня 2005     | Чемпіонат України | «Арсенал» | «Динамо»  | 0-2     | Руслан Ротань, Олександр Алієв                                                                     | НСК «Олімпійський» | 6 500    |
| 9  | 27 листопада 2005 | Чемпіонат України | «Динамо»  | «Арсенал» | 3-1     | Клебер, Аїла Юссуф, Валентин Белькевич — Мацей Ковальчик                                           | НСК «Олімпійський» | 4 300    |
| 10 | 17 листопада 2006 | Чемпіонат України | «Динамо»  | «Арсенал» | 5-2     | Тарас Михалик, Клебер, Валентин Белькевич, Андрій Несмачний, Максим Шацьких — Сергій Закарлюка (2) | Стадіон «Динамо»   | 5 000    |
| 11 | 17 червня 2007    | Чемпіонат України | «Арсенал» | «Динамо»  | 0-1     | Віталій Федорів                                                                                    | Стадіон «Динамо»   | 4 700    |
| 12 | 22 липня 2007     | Чемпіонат України | «Динамо»  | «Арсенал» | 2-2     | Майкл (2) — Сергій Закарлюка, Євген Селезньов                                                      | Стадіон «Динамо»   | 9 000    |
| 13 | 24 листопада 2007 | Чемпіонат України | «Арсенал» | «Динамо»  | 0-1     | Тіберіу Гіоане                                                                                     | НСК «Олімпійський» |          |
| 14 | 23 серпня 2008    | Чемпіонат України | «Арсенал» | «Динамо»  | 0-2     | Ісмаель Бангура, Тіберіу Гіоане                                                                    | Стадіон «Динамо»   | 4 500    |
| 15 | 23 березня 2009   | Чемпіонат України | «Динамо»  | «Арсенал» | 3-0     | Артем Кравець, Олександр Алієв (2)                                                                 | Стадіон «Динамо»   | 5 500    |
| 16 | 15 серпня 2009    | Кубок України     | «Арсенал» | «Динамо»  | 1-2     | Іонуц Мазілу — Євген Хачеріді, Артем Мілевський                                                    | Стадіон «Колос»    | 4 720    |
| 17 | 4 жовтня 2009     | Чемпіонат України | «Арсенал» | «Динамо»  | 0-1     | Андрій Шевченко                                                                                    | Стадіон «Колос»    | 4 500    |
| 18 | 10 квітня 2010    | Чемпіонат України | «Динамо»  | «Арсенал» | 3-1     | Огнєн Вукоєвич, Жерсон Маграо, Артем Мілевський — Сергій Закарлюка                                 | Стадіон «Динамо»   | 12 500   |
| 19 | 26 вересня 2010   | Чемпіонат України | «Динамо»  | «Арсенал» | 3-2     | Олег Гусєв, Артем Мілевський, Андрій Ярмоленко — Максим Шацьких, Артем Старгородський              | Стадіон «Динамо»   | 7 625    |
| 20 | 23 квітня 2011    | Чемпіонат України | «Арсенал» | «Динамо»  | 0-3     | Олег Гусєв, Андрій Шевченко, Андрій Ярмоленко                                                      | Стадіон «Динамо»   | 4 200    |
| 21 | 11 травня 2011    | Кубок України     | «Динамо»  | «Арсенал» | 2-0     | Андрій Шевченко, Андрій Ярмоленко                                                                  | Стадіон «Динамо»   | 10 000   |
| 22 | 13 серпня 2011    | Чемпіонат України | «Арсенал» | «Динамо»  | 0-2     | Андрій Шевченко, Браун Ідейє                                                                       | Стадіон «Динамо»   | 6 300    |
| 23 | 4 березня 2012    | Чемпіонат України | «Динамо»  | «Арсенал» | 1-0     | Олександр Алієв                                                                                    | НСК «Олімпійський» | 51 284   |
| 24 | 22 липня 2012     | Чемпіонат України | «Арсенал» | «Динамо»  | 0-1     | Браун Ідеє                                                                                         | Стадіон «Динамо»   | 11 617   |
| 25 | 25 листопада 2012 | Чемпіонат України | «Динамо»  | «Арсенал» | 4-0     | Євген Хачеріді, Браун Ідеє (2), Олег Гусєв                                                         | НСК «Олімпійський» | 20 815   |
| 26 | 20 жовтня 2013    | Чемпіонат України | «Арсенал» | «Динамо»  | 0-2     | Джермейн Ленс, Андрій Ярмоленко                                                                    | Стадіон «Динамо»   | 10 841   |
| 27 | 30 вересня 2018   | Чемпіонат України | «Арсенал» | «Динамо»  | 0-1     | Міккель Дуелунд                                                                                    | Стадіон «Динамо»   | 6 360    |
| 28 | 10 березня 2019   | Чемпіонат України | «Динамо»  | «Арсенал» | 4-0     | Денис Гармаш, Сідклей, Віктор Циганков                                                             | НСК «Олімпійський» | 7 686    |

## Бомбардири дербі

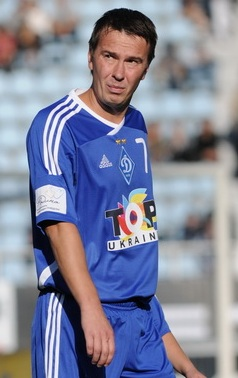
Валентин Белькевич (6 голів)

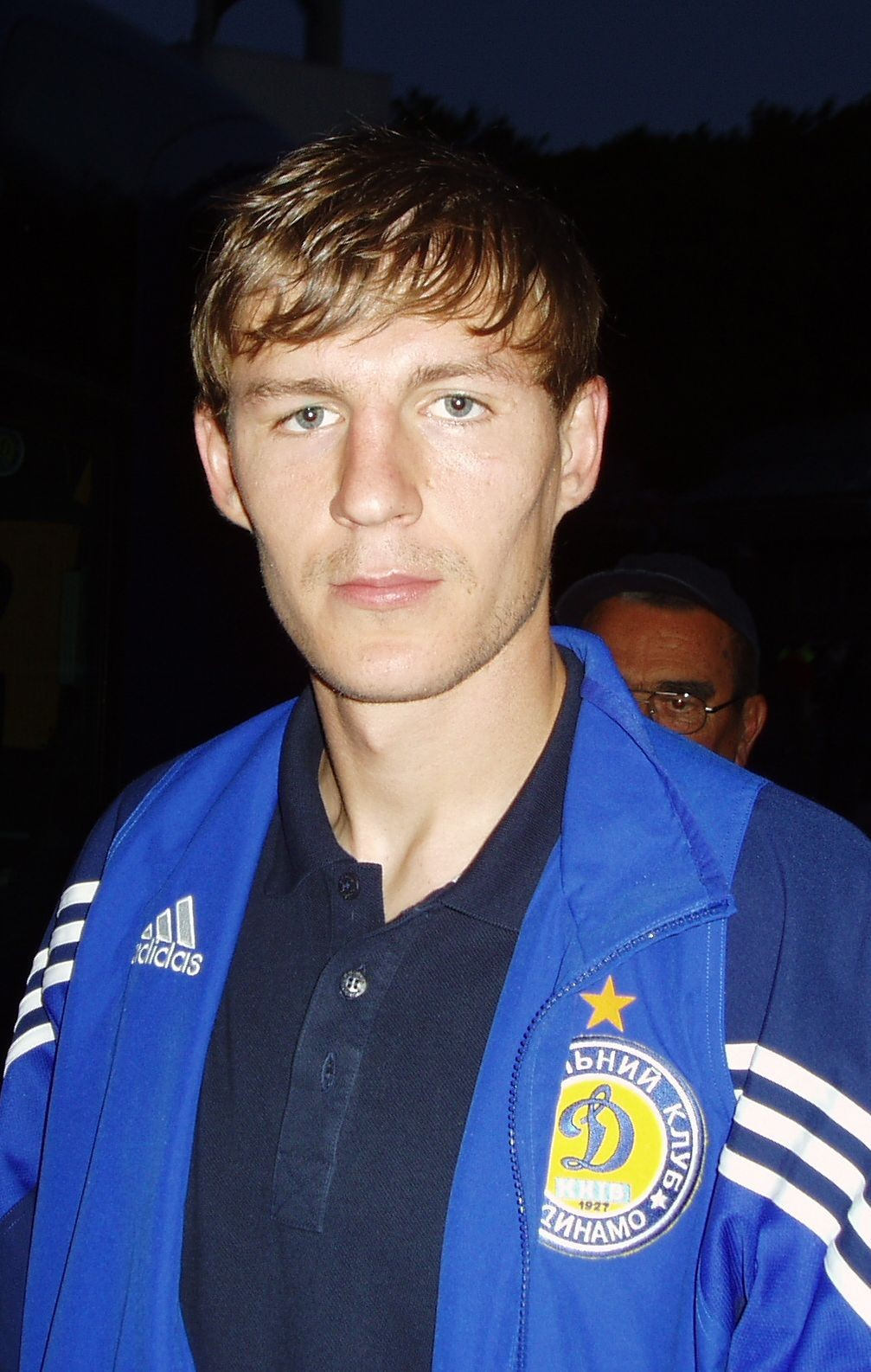
Максим Шацьких (5 голів)

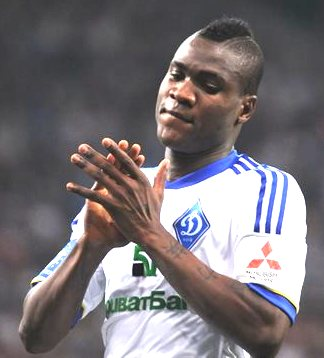
Браун Ідейє (4 голи)

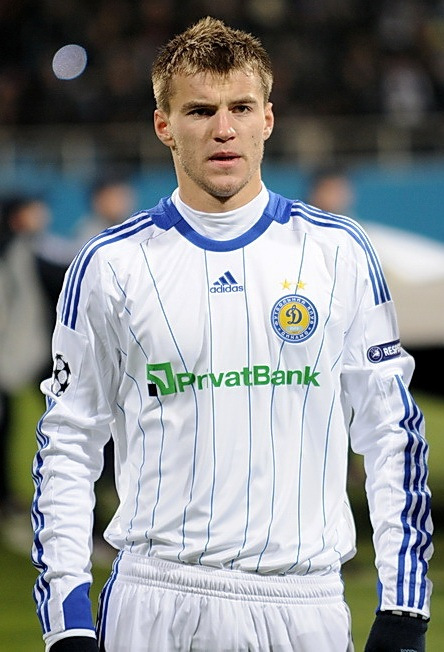
Андрій Ярмоленко (4 голи)

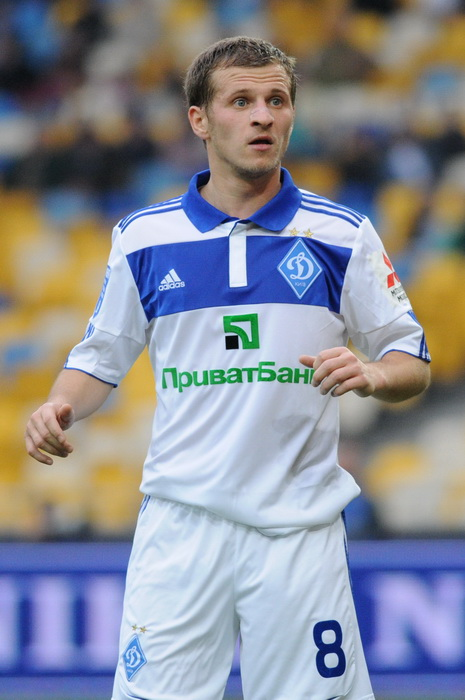
Олександр Алієв (4 голи)

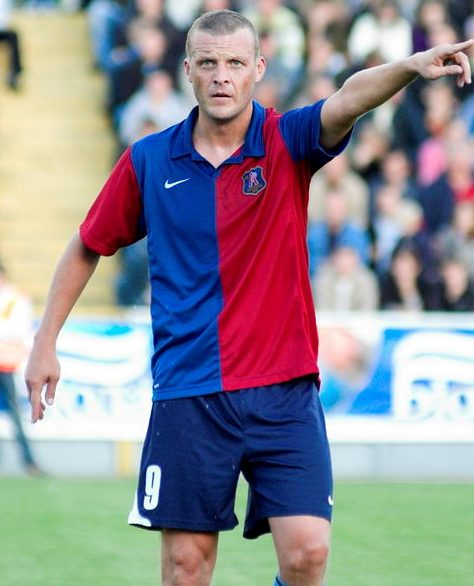
Сергій Закарлюка (4 голи)

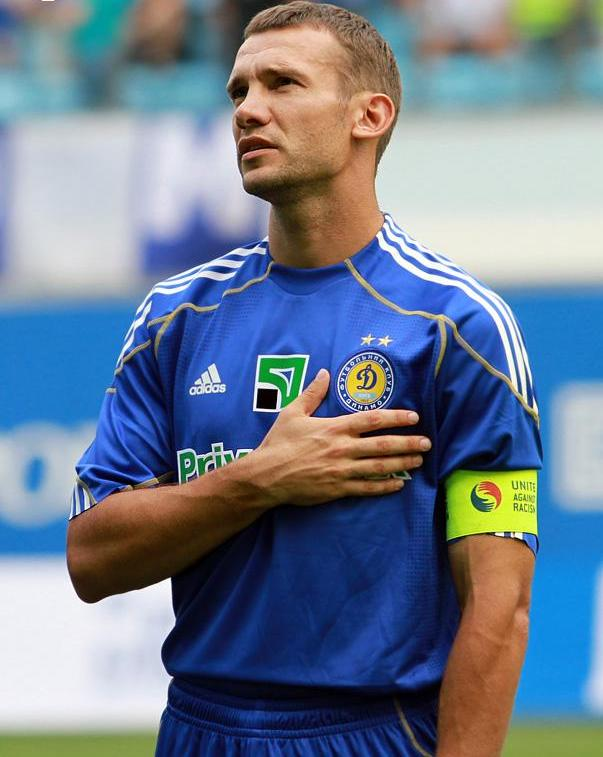
Андрій Шевченко (4 голи)

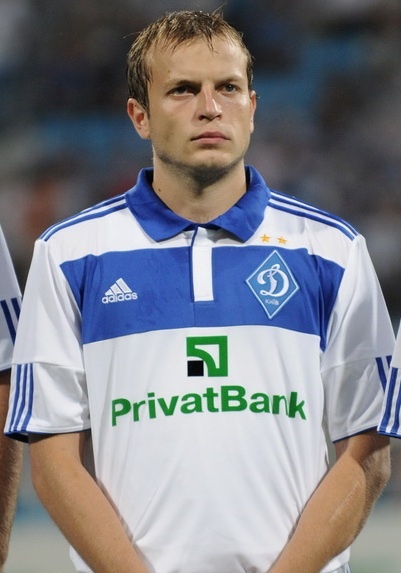
Олег Гусєв (4 голи)

| \| Футболіст \| Клуб \| М'ячів \| \| -------------------- \| -------------------------------------- \| ------ \| \| Валентин Белькевич \| Динамо (Київ) \| 6 \| \| Максим Шацьких \| Динамо (Київ) (4) / Арсенал (Київ) (1) \| 5 \| \| Олександр Алієв \| Динамо (Київ) \| 4 \| \| Олег Гусєв \| Динамо (Київ) \| 4 \| \| Браун Ідейє \| Динамо (Київ) \| 4 \| \| Сергій Закарлюка \| Арсенал (Київ) \| 4 \| \| Андрій Шевченко \| Динамо (Київ) \| 4 \| \| Андрій Ярмоленко \| Динамо (Київ) \| 4 \| \| Тіберіу Гіоане \| Динамо (Київ) \| 3 \| \| Артем Мілевський \| Динамо (Київ) \| 3 \| \| Андрій Гусін \| Динамо (Київ) \| 2 \| \| Клебер \| Динамо (Київ) \| 2 \| \| Майкл \| Динамо (Київ) \| 2 \| \| Євген Хачеріді \| Динамо (Київ) \| 2 \| \| Артем Старгородський \| Арсенал (Київ) \| 1 \| \| Огнєн Вукоєвич \| Динамо (Київ) \| 1 \| \| Жерсон Маграо \| Динамо (Київ) \| 1 \| \| Іонуц Мазілу \| Арсенал (Київ) \| 1 \| \| Артем Кравець \| Динамо (Київ) \| 1 \| \| Ісмаель Бангура \| Динамо (Київ) \| 1 \| \| Євген Селезньов \| Арсенал (Київ) \| 1 \| \| Віталій Федорів \| Динамо (Київ) \| 1 \| \| Тарас Михалик \| Динамо (Київ) \| 1 \| \| Андрій Несмачний \| Динамо (Київ) \| 1 \| \| Мацей Ковальчик \| Арсенал (Київ) \| 1 \| \| Аїла Юссуф \| Динамо (Київ) \| 1 \| \| Руслан Ротань \| Динамо (Київ) \| 1 \| \| Еммануель Окодува \| Арсенал (Київ) \| 1 \| \| Костянтин Бабич \| Арсенал (Київ) \| 1 \| \| Єрко Леко \| Динамо (Київ) \| 1 \| \| Сергій Коновалов \| Арсенал (Київ) \| 1 \| \| Флорін Чернат \| Динамо (Київ) \| 1 \| \| Сергій Федоров \| Динамо (Київ) \| 1 \| \| Юрій Дмитрулін \| Динамо (Київ) \| 1 \| \| Джермейн Ленс \| Динамо (Київ) \| 1 \| \| Міккель Дуелунд \| Динамо (Київ) \| 1 \| \| Денис Гармаш \| Динамо (Київ) \| 1 \| \| Сідклей \| Динамо (Київ) \| 1 \| \| Віктор Циганков \| Динамо (Київ) \| 1 \| |                                        |        |
| Футболіст | Клуб                                   | М'ячів |
| Валентин Белькевич | Динамо (Київ)                          | 6      |
| Максим Шацьких | Динамо (Київ) (4) / Арсенал (Київ) (1) | 5      |
| Олександр Алієв | Динамо (Київ)                          | 4      |
| Олег Гусєв | Динамо (Київ)                          | 4      |
| Браун Ідейє | Динамо (Київ)                          | 4      |
| Сергій Закарлюка | Арсенал (Київ)                         | 4      |
| Андрій Шевченко | Динамо (Київ)                          | 4      |
| Андрій Ярмоленко | Динамо (Київ)                          | 4      |
| Тіберіу Гіоане | Динамо (Київ)                          | 3      |
| Артем Мілевський | Динамо (Київ)                          | 3      |
| Андрій Гусін | Динамо (Київ)                          | 2      |
| Клебер | Динамо (Київ)                          | 2      |
| Майкл | Динамо (Київ)                          | 2      |
| Євген Хачеріді | Динамо (Київ)                          | 2      |
| Артем Старгородський | Арсенал (Київ)                         | 1      |
| Огнєн Вукоєвич | Динамо (Київ)                          | 1      |
| Жерсон Маграо | Динамо (Київ)                          | 1      |
| Іонуц Мазілу | Арсенал (Київ)                         | 1      |
| Артем Кравець | Динамо (Київ)                          | 1      |
| Ісмаель Бангура | Динамо (Київ)                          | 1      |
| Євген Селезньов | Арсенал (Київ)                         | 1      |
| Віталій Федорів | Динамо (Київ)                          | 1      |
| Тарас Михалик | Динамо (Київ)                          | 1      |
| Андрій Несмачний | Динамо (Київ)                          | 1      |
| Мацей Ковальчик | Арсенал (Київ)                         | 1      |
| Аїла Юссуф | Динамо (Київ)                          | 1      |
| Руслан Ротань | Динамо (Київ)                          | 1      |
| Еммануель Окодува | Арсенал (Київ)                         | 1      |
| Костянтин Бабич | Арсенал (Київ)                         | 1      |
| Єрко Леко | Динамо (Київ)                          | 1      |
| Сергій Коновалов | Арсенал (Київ)                         | 1      |
| Флорін Чернат | Динамо (Київ)                          | 1      |
| Сергій Федоров | Динамо (Київ)                          | 1      |
| Юрій Дмитрулін | Динамо (Київ)                          | 1      |
| Джермейн Ленс | Динамо (Київ)                          | 1      |
| Міккель Дуелунд | Динамо (Київ)                          | 1      |
| Денис Гармаш | Динамо (Київ)                          | 1      |
| Сідклей | Динамо (Київ)                          | 1      |
| Віктор Циганков | Динамо (Київ)                          | 1      |

## Результати команд
Із 26 матчів «динамівці» виграли 25 і 3 звели до нічиєї. Чотири перемоги «Динамо» були з великим рахунком (різниця в три або більше м'ячів).
|           | Перемоги «Динамо» | Нічиї | Перемоги «Арсеналу» | Голи «Динамо» | Голи «Арсеналу» |
| --------- | ----------------- | ----- | ------------------- | ------------- | --------------- |
| Чемпіонат | 23                | 3     | 0                   | 59            | 11              |
| Кубок     | 2                 | 0     | 0                   | 4             | 1               |
| Разом     | 25                | 3     | 0                   | 63            | 12              |

## Цікаві факти
- Максим Шацьких — єдиний гравець, який забивав у дербі за обидві команди. Ще три футболісти (Олег Гусєв, Еммануель Окодува та Сергій Коновалов) грали за обидва клуби, але забивали лише за один з них.